# Nymphaster
Genre
Nymphaster est un genre d'étoiles de mer de la famille des Goniasteridae.

## Liste d'espèces
Selon World Register of Marine Species (6 octobre 2014) :
- Nymphaster alcocki Ludwig, 1900

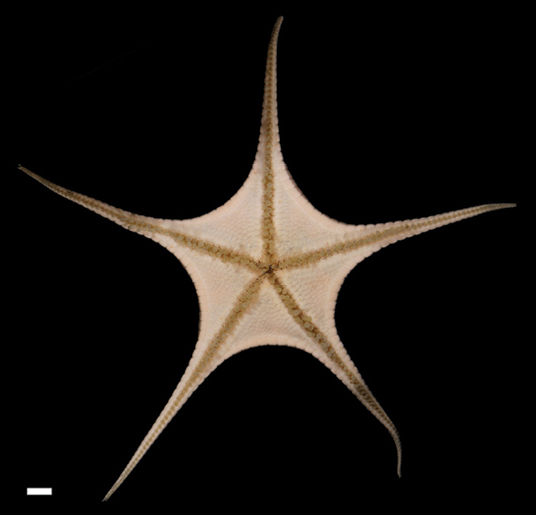
Face orale d'une Nymphaster diomedeae.

- Nymphaster arenatus (Perrier, 1881)
- Nymphaster arthrocnemis Fisher, 1913
- Nymphaster atopus Fisher, 1913
- Nymphaster diomedeae Ludwig, 1905
- Nymphaster dyscritus Fisher, 1913
- Nymphaster euryplax Fisher, 1913
- Nymphaster gardineri (Bell, 1909)
- Nymphaster habrotatus Fisher, 1913
- Nymphaster leptodomus Fisher, 1913
- Nymphaster meseres Fisher, 1913
- Nymphaster moebii (Studer, 1884)
- Nymphaster moluccanus Fisher, 1913
- Nymphaster mucronatus Fisher, 1913
- Nymphaster nora Alcock, 1893
- Nymphaster pentagonus H.L. Clark, 1916

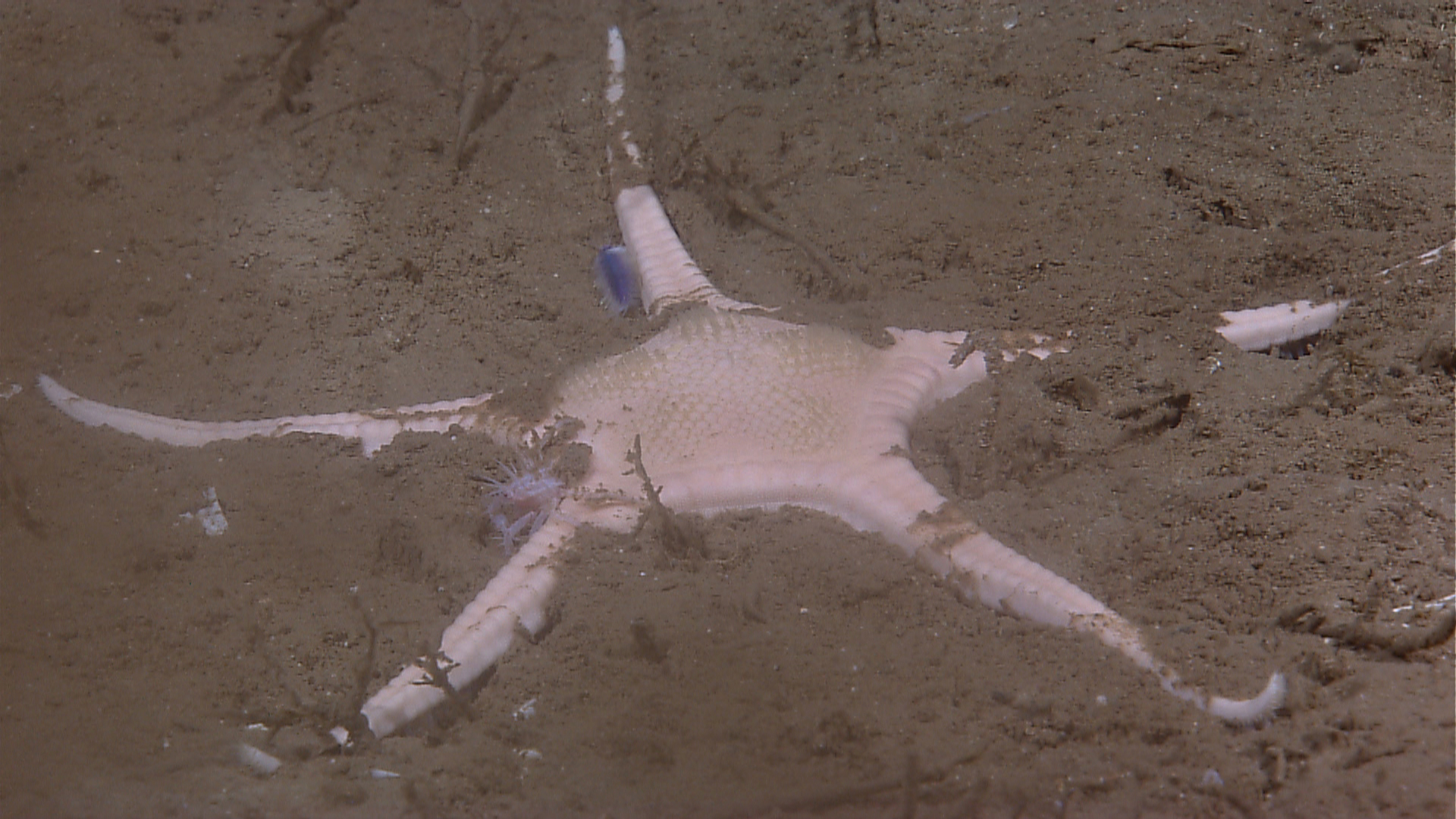
Nymphaster arenatus in situ
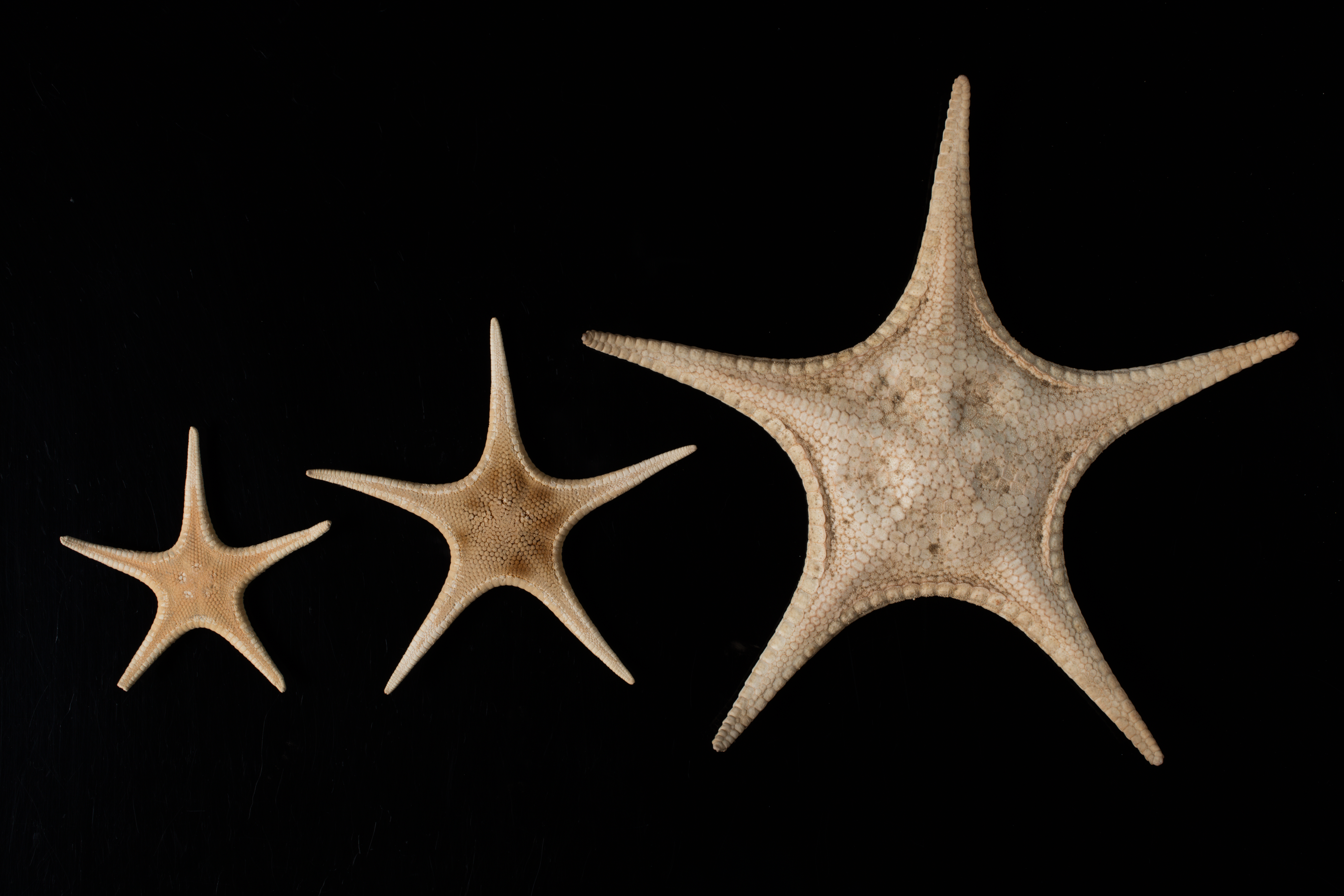
Nymphaster arenatus naturalisée
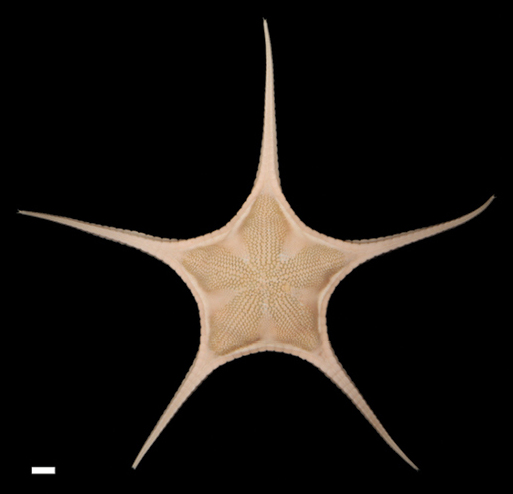
Nymphaster diomedeae
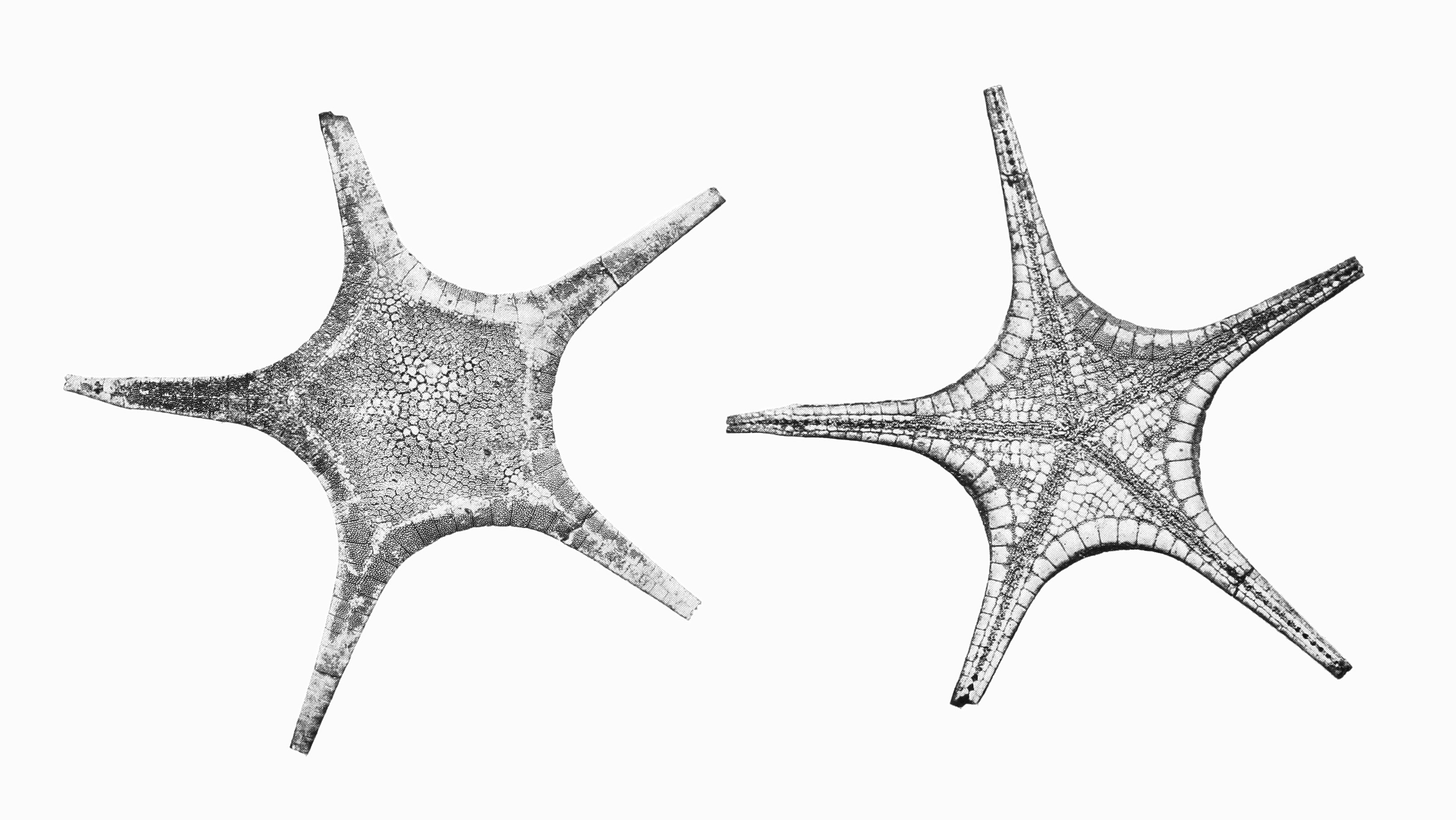
Dessins de Nymphaster pentagonus